# Dôme d'Akka
Akka Tholus
Pour les articles homonymes, voir Akka.
Le dôme d'Akka (désignation internationale : Akka Tholus) est un dôme situé sur Vénus dans le quadrangle de Snegurochka Planitia. Il a été nommé en référence à Akka, déesse de la fertilité dans la mythologie finnoise.